# Allineuc
Allineuc (bretonisch: Alineg) ist eine französische Gemeinde mit 592 Einwohnern (Stand 1. Januar 2022) im Département Côtes-d’Armor in der Region Bretagne.

## Etymologie
Allineuc, oder auch das bretonische Alineg stammen vom Ausdruck al linec ab, wobei sich dies auf le lin, die französische Bezeichnung für Flachs, bezieht.

## Geografie
Allineuc liegt in einer landwirtschaftlich genutzten Region am Bach Ruisseau Le Mézel. Etwa 500 Einwohner leben in dieser Ortschaft, welche auf etwas mehr als 200 m über dem Meeresspiegel liegt. Von Saint-Brieuc, der Hauptstadt des Départements, und somit auch vom Meer ist Allineuc etwa 25 km Luftlinie entfernt. Bis nach Paris sind es (wiederum Luftlinie) etwa 385 km.
Südliche Nachbargemeinde ist Uzel. Weiter westlich grenzt Allineuc an Merléac und nordwestlich an Le Bodéo. Plœuc-L’Hermitage liegt mit L’Hermitage-Lorge nordöstlich von Allineuc.

## Bevölkerungsentwicklung
Seit Beginn der Bevölkerungsaufzeichnungen verzeichnet die Gemeinde einen kontinuierlichen Einwohnerrückgang. Während 1793 noch 2713 Bewohner gezählt wurden, waren es zu Beginn des 20. Jahrhunderts 1321. Auch seit Ende des Zweiten Weltkrieges setzte sich der Bevölkerungsschwund weiter fort.
| 1962 | 1968 | 1975 | 1982 | 1990 | 1999 | 2006 | 2016 |
| ---- | ---- | ---- | ---- | ---- | ---- | ---- | ---- |
| 892  | 744  | 660  | 608  | 545  | 497  | 511  | 588  |

Die Arbeitslosigkeit betrug im Jahr 2006 lediglich 2,6 %. Knapp 75 % der Einwohner sind erwerbstätig und der Rest ergibt sich aus jeweils etwa 9 % Pensionisten und in Ausbildung stehenden Personen.

## Sehenswürdigkeiten
Sehenswürdigkeiten sind die Kirche St-Pierre-St-Paul und die Kapellen Saint-Adrien, La Porte d'Ovain ou Dohen, Sainte-Anne de Langavry und Notre-Dame de Bon-Secours de Kergonan.
Siehe auch: Liste der Monuments historiques in Allineuc

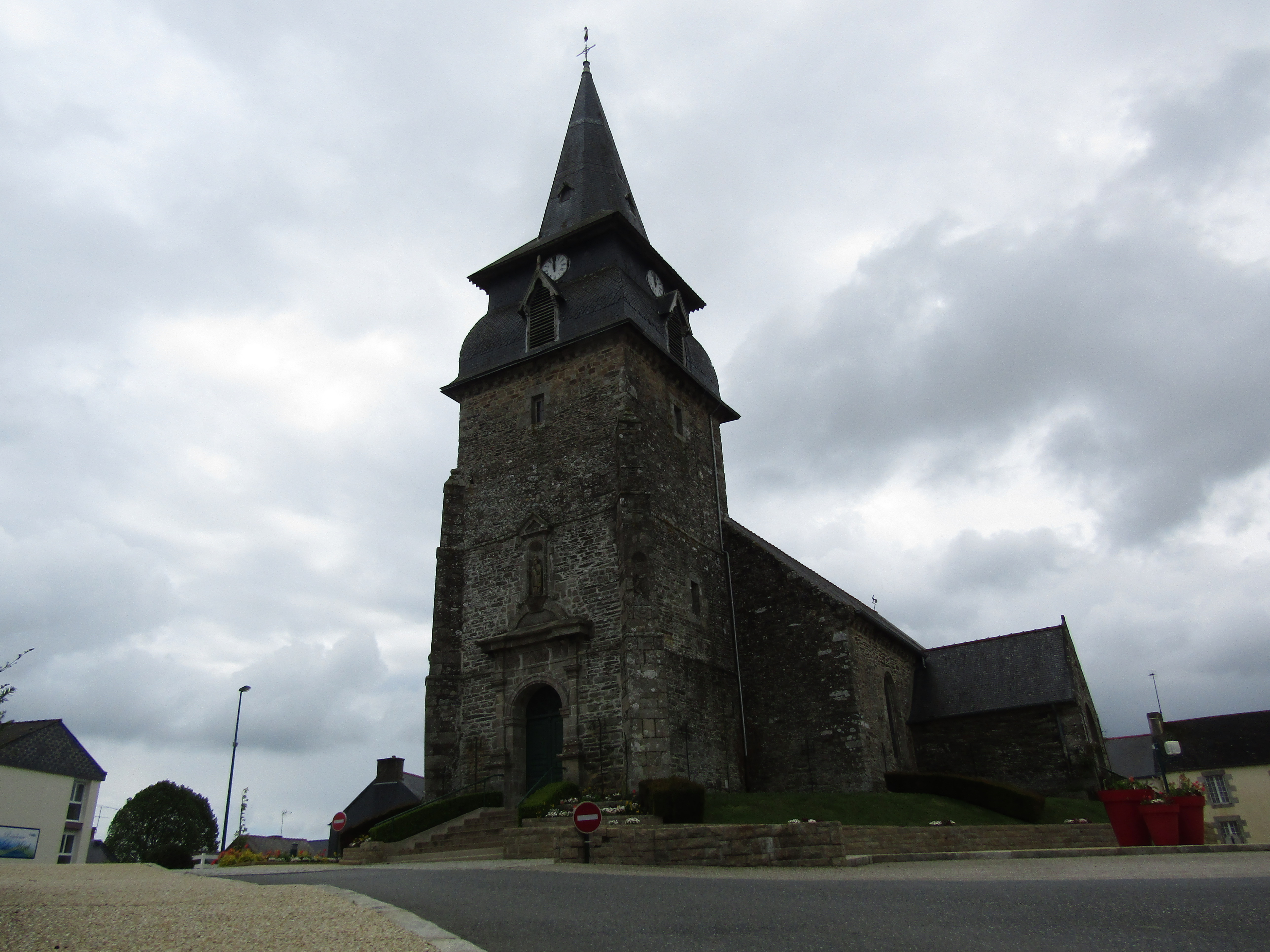
Kirche St. Peter und Paul